# 정윤섭
정윤섭(鄭尹燮, 1974년 4월 6일 ~ )은 대한민국 한국방송공사의 기자 겸 앵커이다.

## 경력
- 2001년 10월: KBS 29기 공채 기자
- KBS 보도국 사회1부 환경분야 팀장
- KBS 보도국 사회부 기자
- KBS 보도국 경제부 기자
- KBS 보도국 정치외교부 기자
- KBS 보도국 탐사제작부 기자
- KBS 보도국 문화부 기자
- KBS 보도국 국제부 기자
- KBS 보도국 뉴스제작1부 기자
- KBS 보도국 뉴스제작2부 기자
- KBS 태국 방콕 특파원

## 진행

### 텔레비전
- 2020년 ~ 2023년 : KBS1 《KBS 뉴스 12》
- 2022년 : KBS1 《KBS 뉴스 9》
- 2023년 : KBS1 《KBS 뉴스특보》 (1월 10일, 2월 27일[1],3월 3일[2])

## 가족 관계
- 아버지: 정병호 (1946년 ~ 2023년 9월 26일) - 前 소방 공무원, 제6대 경상남도 소방본부장
- 어머니: 황금수
- 형제동생: 정혜승, 정찬희